# Villegats (Charente)
Villegats foi uma comuna francesa na região administrativa da Nova Aquitânia, no departamento de Charente. Estendia-se por uma área de 7,71 km². Em 2010 a comuna tinha 231 habitantes (densidade: 30 hab./km²).
Em 1 de janeiro de 2019, passou a formar parte da comuna de Courcôme.